# Hamid Ezzine

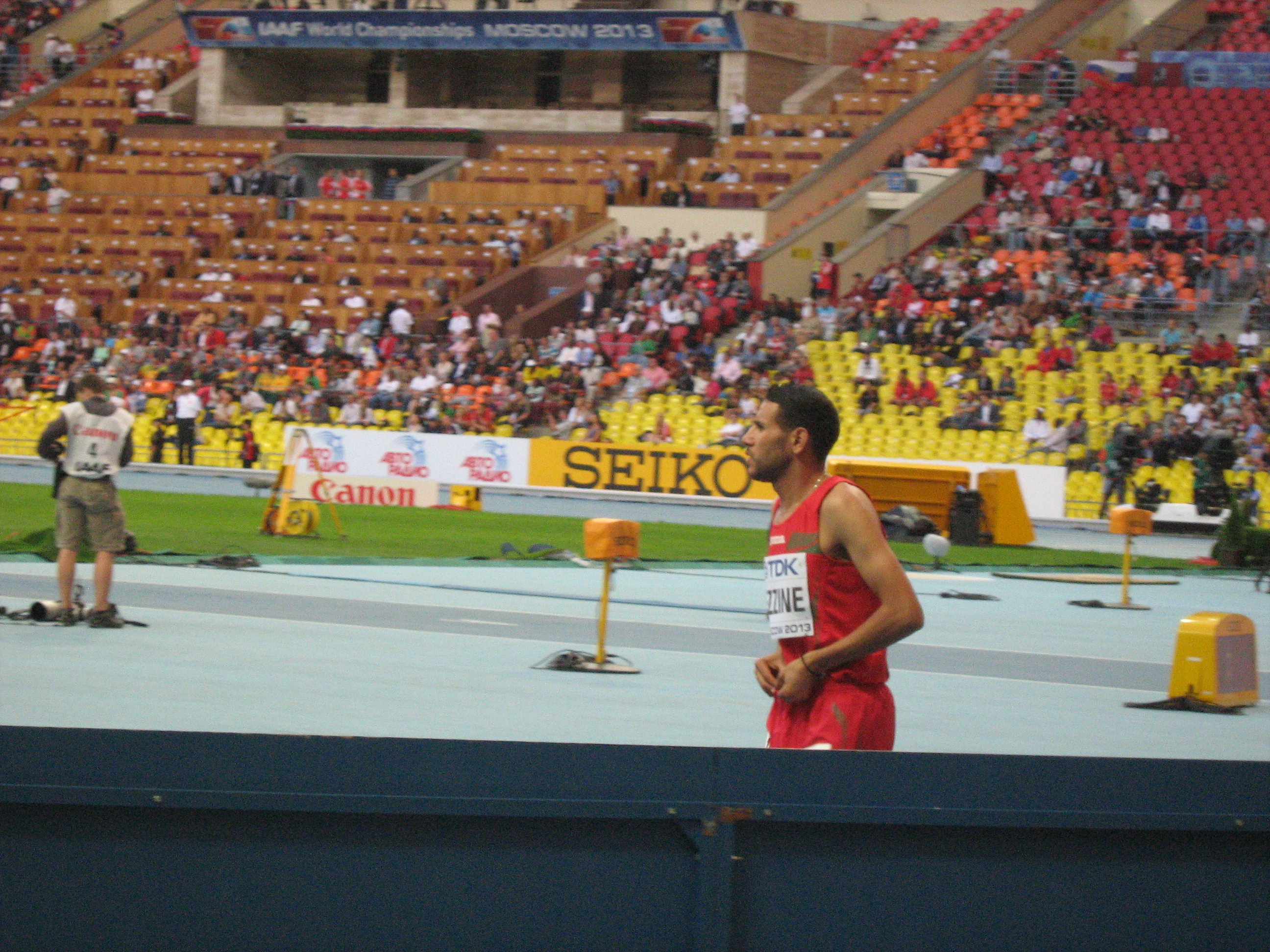
Hamid Ezzine bei den Weltmeisterschaften 2013

Hamid Ezzine (* 5. Oktober 1983) ist ein marokkanischer Hindernis- und Langstreckenläufer.
2004 belegte er bei den Crosslauf-Weltmeisterschaften in Brüssel auf der Kurzstrecke den 30. Platz und wurde über 3000 Meter Hindernis Vierter bei den Afrikameisterschaften in  Brazzaville.
Im Jahr darauf folgte einem 41. Platz auf der Kurzstrecke bei den Crosslauf-Weltmeisterschaften 2005 in Saint-Galmier über 3000 Meter Hindernis ein Vorrundenaus bei den Weltmeisterschaften in Helsinki und ein Sieg bei den Spielen der Frankophonie.
2006 trug er bei den Crosslauf-Weltmeisterschaften in Fukuoka mit einem 21. Platz auf der Kurzstrecke zum Gewinn der Bronzemedaille durch die marokkanische Mannschaft bei. Bei den Afrikameisterschaften in Bambous wurde er Fünfter über 3000 Meter Hindernis.
2007 erreichte er über 3000 Meter Hindernis beim Vorlauf der Weltmeisterschaften in Osaka nicht das Ziel und wurde Elfter beim Leichtathletik-Weltfinale.
Bei den Olympischen Spielen 2008 in Peking kam er in derselben Disziplin nicht über die erste Runde hinaus. 
2009 entzog er sich einem Dopingtest und wurde wegen dieses Verstoßes gegen die Dopingbestimmungen für zwei Jahre gesperrt.
2011 wurde er Neunter bei den Weltmeisterschaften in Daegu und 2012 Siebter bei den Olympischen Spielen in London. 2013 gewann er Bronze bei den Mittelmeerspielen, wurde Neunter bei den Weltmeisterschaften in Moskau und siegte bei den Spielen der Frankophonie.
2014 wurde er Sechster Bei den Afrikameisterschaften in Marrakesch und 2015 Elfter bei den Weltmeisterschaften in Peking.
Sein Bruder Ali Ezzine war ebenfalls als Hindernisläufer erfolgreich.

## Persönliche Bestzeiten
- 3000 m: 7:54,65 min, 18. September 2011, Tanger
- 3000 m Hindernis: 8:09,72 min, 2. Juli 2007, Athen